# 祖庫伯省

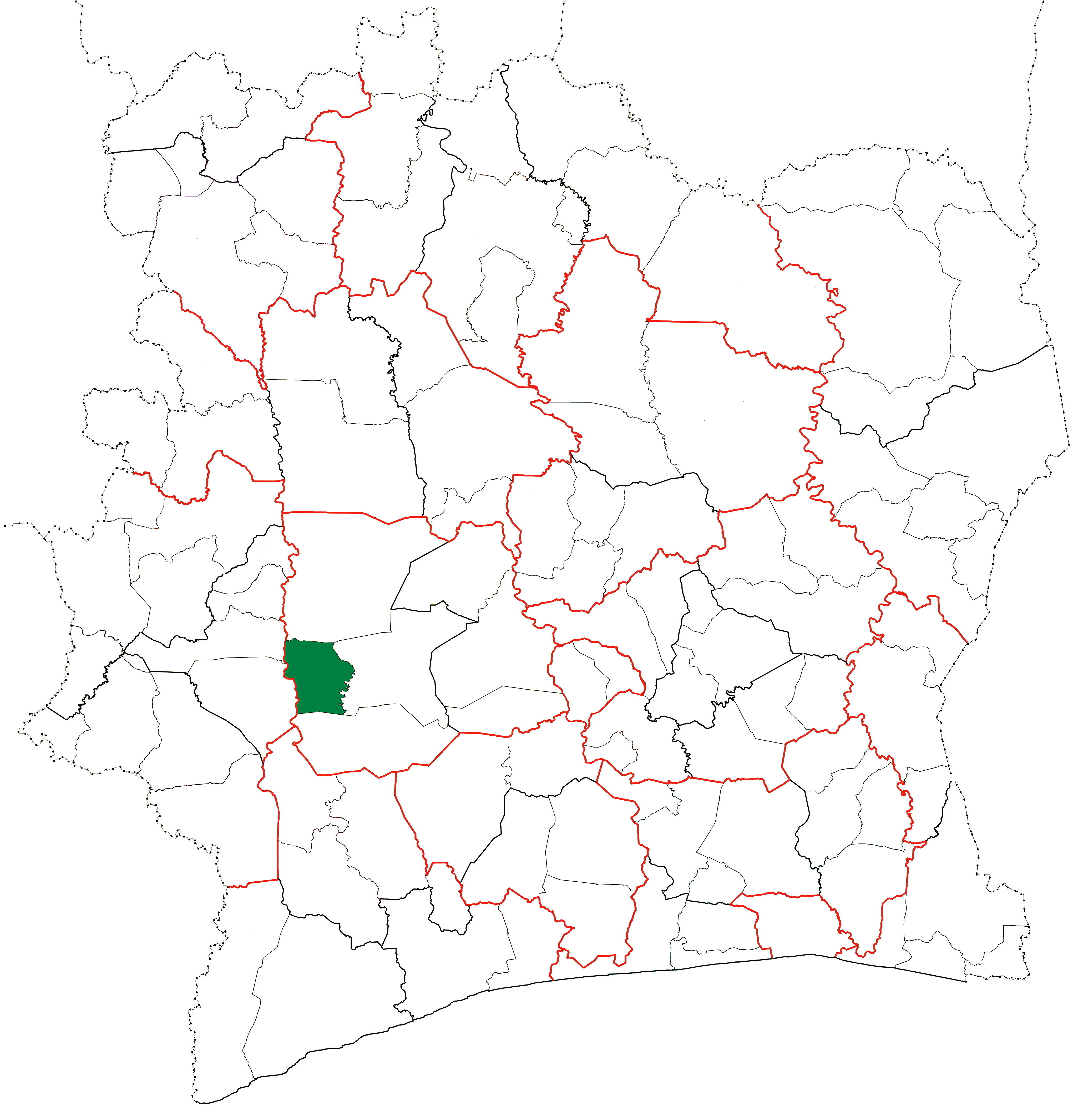

6°46′N 6°52′W / 6.767°N 6.867°W
祖庫伯省（法語：Département de Zoukougbeu），是西非國家科特迪瓦的省份，位於該國中部薩桑德拉-馬拉韋區，由上薩桑德拉區負責管轄，北面是瓦武阿省，成立於2008年，2014年人口110,514。